# Lennart Nilsson
Pour les articles homonymes, voir Lennart Nilsson (homonymie).
Lars Olof Lennart Nilsson (né le 24 août 1922 à Strängnäs et mort le 28 janvier 2017 à Stockholm) est un photographe suédois, pionnier de la photographie médicale.

## Biographie

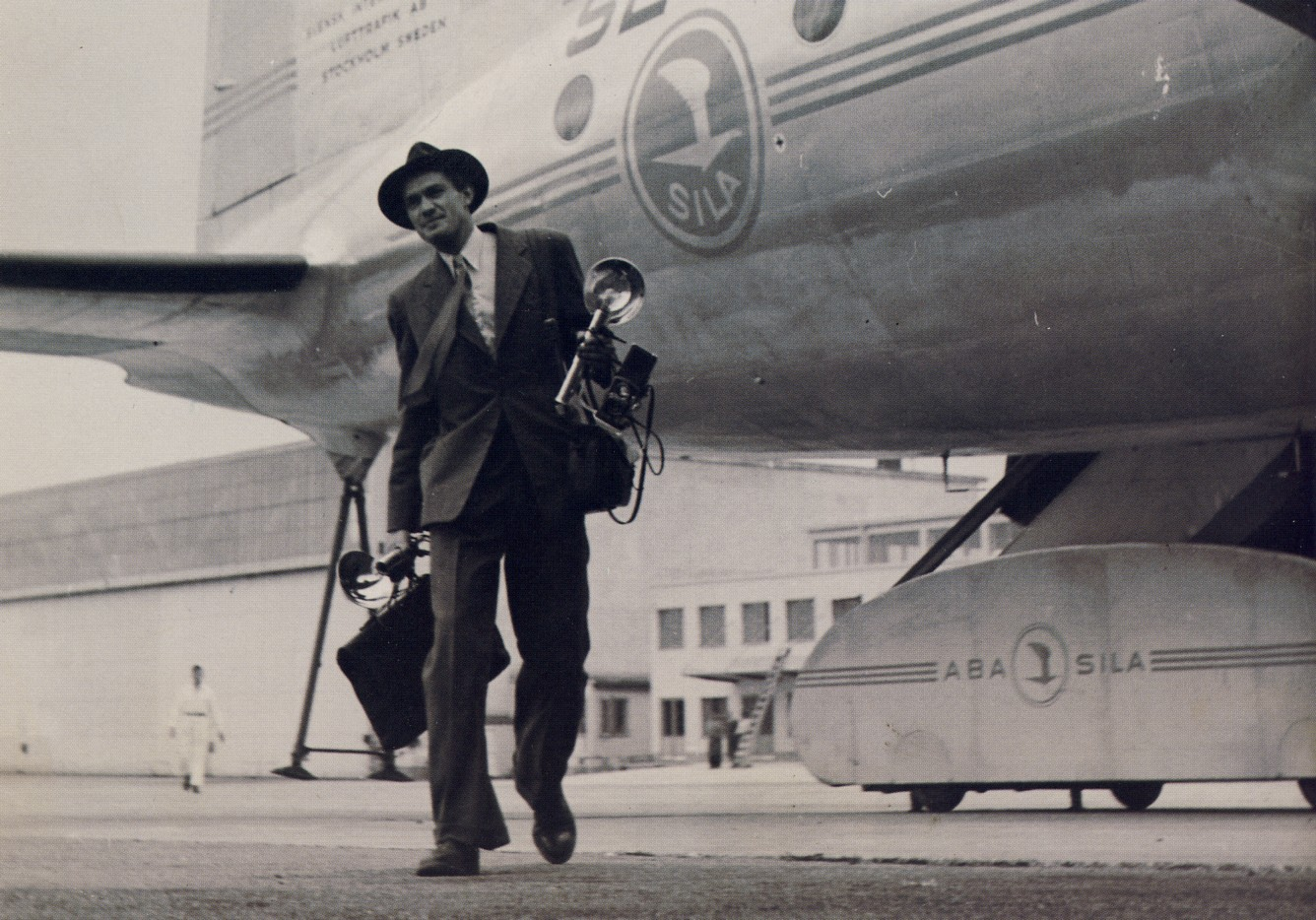
Lennart Nilsson en 1946.

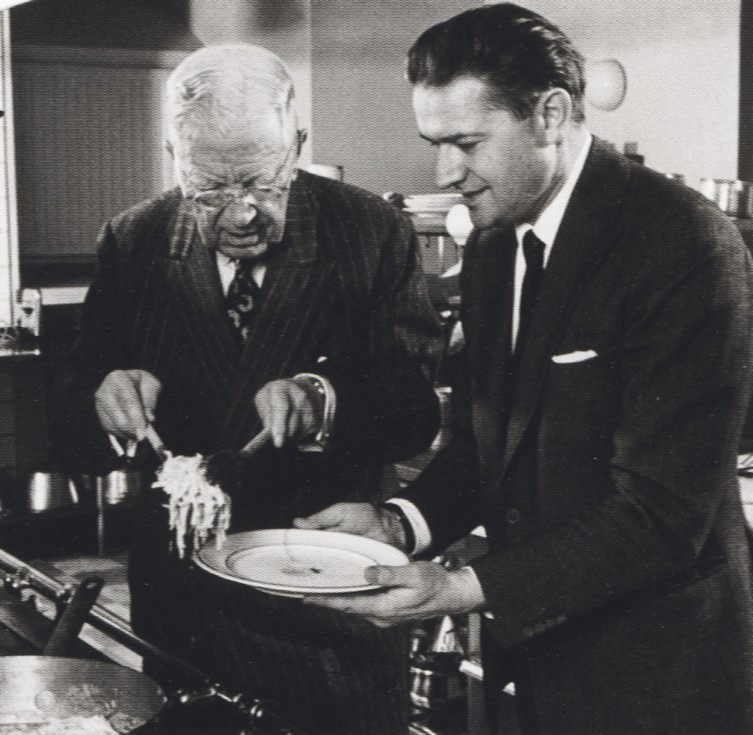
Lennart Nilsson (à droite) et le roi Gustave VI Adolphe en 1965.

Lennart Nilsson meurt le 28 janvier 2017 à l'âge de 94 ans.

## Hommage
Depuis 1998, le prix Lennart-Nilsson est décerné tous les ans à l'Institut Karolinska.

## Prix et récompenses
- 1974, médaille du Prince Eugène
- 1980, prix Hasselblad
- 1982, Emmy Awards
- 1983, Emmy Awards
- 1992, prix Maître de la photographie (Infinity Awards)
- 1993, prix culturel de la Société allemande de photographie
- 1993, médaille du progrès de la Royal Photographic Society[2].
- 1996, Emmy Awards
- 1996, World Press Photo dans la catégorie Science & Technology stories

## Expositions
- 1977 : Rencontres de la photographie d'Arles, Arles
- 26 décembre 1990 - 24 février 1991 : Lennart Nilsson : fotografier 1945-1990, Hasselblad center, Göteborg.
- 2010 : Fotografiska, Stockholm

## Ouvrages

### Traductions françaises
- Naître, Paris, Hachette Littérature, 1990.
- Être, Paris, La Martinière, 2006.

### Publications originales
- (en) Sweden in Profile, Svenska institutet/Medéns, 1954.
- (en) Reportage, Albert Bonniers Förlag, 1955.
- (sv) Myror, Forum, 1959.
- (sv) Liv i hav, Tiden, 1959.
- (sv) Halleluja, en bok om frälsningsarmén, Albert Bonniers förlag, 1963.
- (sv) Ett barn blir till, Bonniers, 1965.
- (sv) Se Människan, Albert Bonniers förlag, 1973.
- (sv) Nära naturen, Bonnier Fakta, 1984.
- (sv) Kroppens försvar, Bonnier Fakta, 1985.
- (sv) Hans livs bilder, Max Ström/Albert Bonniers förlag, 2002.
- (en) LIFE, Jonathan Cape, 2006.
- (sv) Stockholm, Max Ström, 2008.
- (sv) Jag vill göra det osynliga synligt, Bonnier Fakta, 2010.

## Galerie

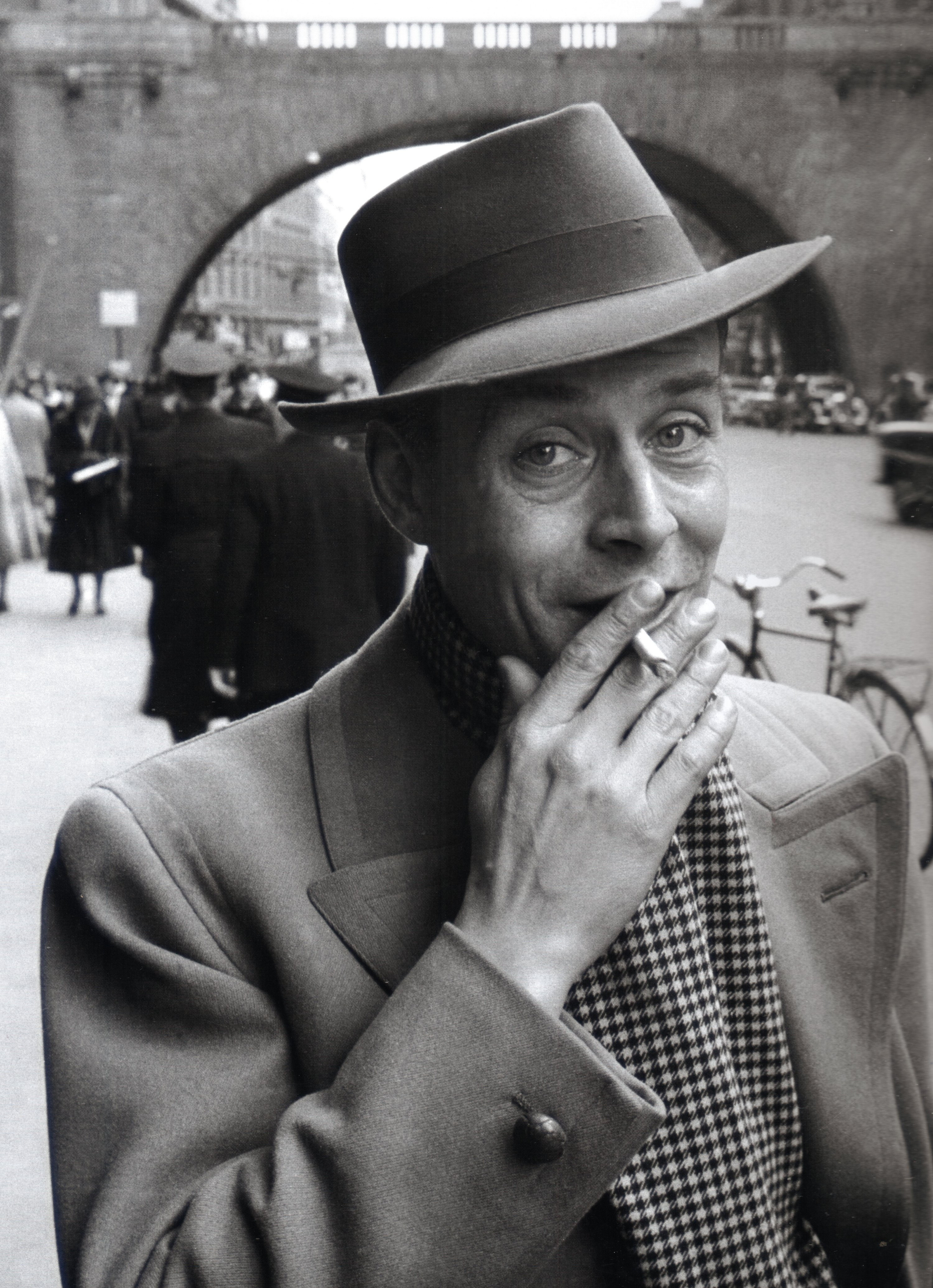
Hasse Ekman (1953)
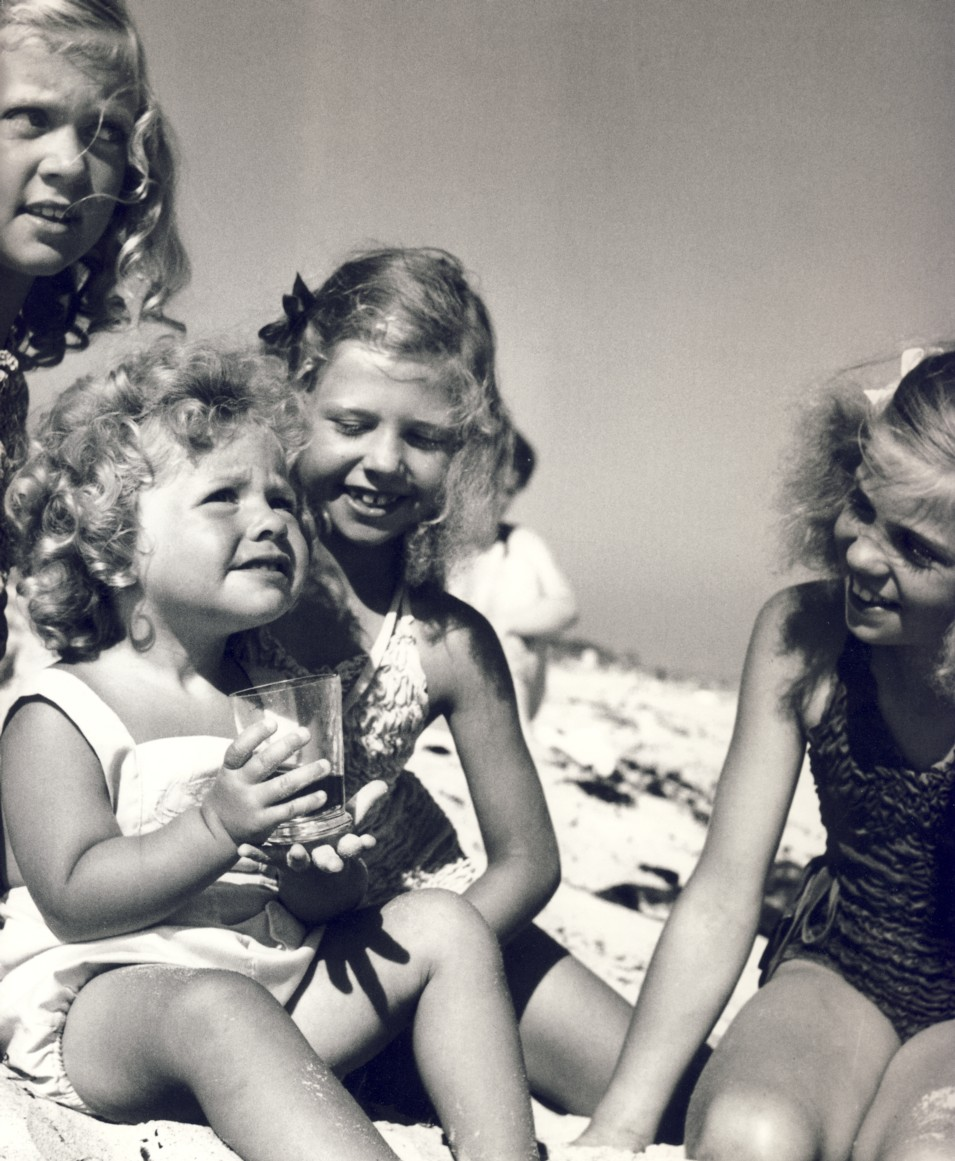
Hagasessorna (1945).
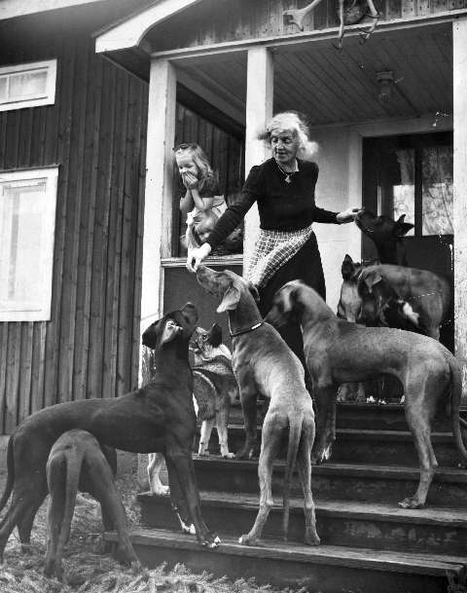
Sigge Stark (1955).
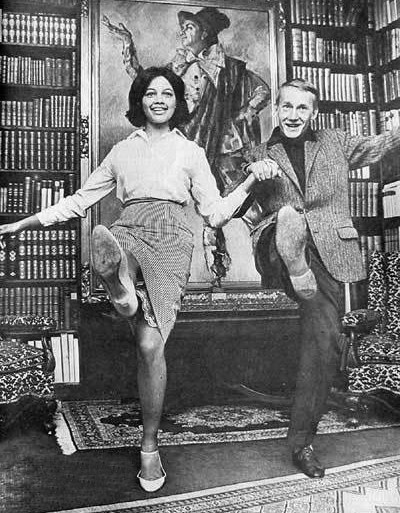
Fatima Svendsen et Gösta Ekman (1962).